# Гатумдуг
Гатумдуг (Нгатумдуг) — в шумерській міфології богиня-покровителька міста Лагаш. У текстах царя Гудеа (XXII ст. до н. е.) Гатумдуг — «мати Лагаша» і «мати Гудеа» (він, мабуть, вважався народженим від священного шлюбу, в якому роль Гатумдуг виконувала жриця). У тексті «Плач про руйнування Ура» Гатумдуг названа «найстарішою [старою] Лагаша». Її епітет — «священна корова».